# Crimson (Sentenced)
Crimson è il sesto album del gruppo musicale finlandese Sentenced, pubblicato nel 2000 dalla Century Media Records.

## Tracce
1. Bleed in My Arms – 5:09
2. Home in Despair – 3:48
3. Fragile – 5:55
4. No More Beating as One – 4:15
5. Broken – 4:31
6. Killing Me, Killing You – 5:26
7. Dead Moon Rising – 4:55
8. The River – 4:49
9. One More Day – 5:13
10. With Bitterness and Joy – 4:43
11. My Slowing Heart – 11:06

## Formazione
- Ville Laihiala - voce
- Miika Tenkula - chitarra
- Sami Lopakka - chitarra
- Vesa Ranta - batteria
- Sami Kukkohovi - basso